# Голицын, Василий Сергеевич
Князь Василий Сергеевич Голицын (прозвище Кулик; 2 [13] июля 1794, Москва — 7 [19] октября 1836, Париж) — участник Отечественной войны 1812 года, флигель-адъютант императора Александра I, статский советник, член Императорского Вольного экономического общества. Автор путевых заметок.

## Биография
Родился 2 (13) июля 1794 года в Москве. Происходил из Голицыных-Алексеевичей. Сын князя Сергея Ивановича Голицына и Елизаветы Васильевны Приклонской.
Голицын получил домашнее образование, позднее в 1811—1812 годах он продолжил обучение в частном учебном заведении подполковника Н. Н. Муравьева при «Обществе любителей математических наук», преобразованном в 1816 году в Школу колонновожатых. Особое внимание при преподавании уделялось «чистой математике и некоторым частям прикладной», а также военным наукам.
В 1812 году князь Василий Сергеевич начал службу актуаристом (регистратором) в Канцелярии Министерства иностранных дел. С началом Отечественной войны Н. Н. Муравьёв был назначен начальником штаба ополчения III округа графа П. А. Толстого, расположенном в Нижнем Новгороде, куда за ним последовали многие из обучавшихся в его заведении. Сначала Голицын был принят на службу в чине прапорщика с назначением состоять при полковнике Муравьёве в качестве офицера квартирмейстерской части, позднее переведён в эту часть. Вместе с корпусом графа Толстого участвовал в блокадах городов Дрездена, Магдебурга, Гамбурга и Гаарбурга. За сражения за остров Вильгембург он был награждён орденом Святого Владимира 4-й степени. С 1814 года состоял по квартирмейстерской части при корпусе генерал-лейтенанта графа Воронцова, в 1819 году занимался выводом войск из Франции, за что был награждён Людовиком XVIII орденом Святого Людовика.
В 1819 году совершил путешествие по Англии, разрешение на которое выхлопотал отец. В письме к нему накануне поездки Голицын писал: «… вы выпросили у графа без моего ведома позволение ехать в Англию. Граф на то согласен, и мне уже о том говорил, обещал отпустить около Вены. Хотя я этому очень доволен, давно желал и по близости оттуда должен искать средства там побывать; но каким образом предприниму я сие путешествие. Известно, что в Англии дороговизна в четыре больше Парижской. Итак, туда нельзя иначе ехать, как с полным карманом». Большую часть путешествия князь провёл в компании великого князя Михаила Павловича, вместе с которым они осматривали достопримечательности и различные учреждения. Результатом стали заметки «Путешествие в Англию князя Василия Голицына 1818 г.».

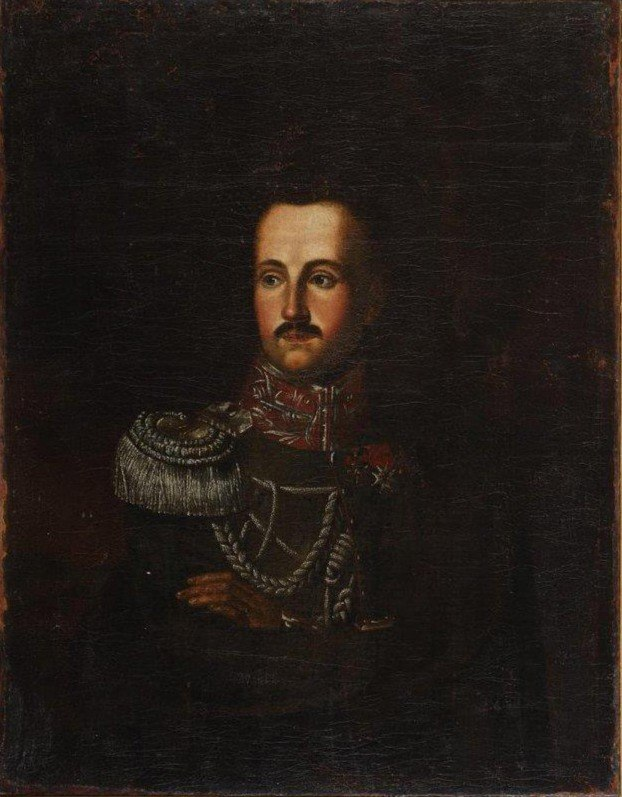
Портрет 1826 −1829 гг.

После возвращения в 1819 году в Россию был назначен адъютантом к графу Воронцову с переводом в Кинбурнский драгунский полк поручиком. После назначения графа 19 мая 1823 года новороссийским генерал-губернатором Голицын был назначен адъютантом к командовавшему Гвардейским экипажем генерал-адъютанту князю Иллариону Васильевичу Васильчикову, переведён в лейб-гвардии Гусарский полк и произведён в штабс-ротмистры.

Благодаря женитьбе на графине Адели Строгановой, Василий Сергеевич был назначен флигель-адъютантом к императору Александру I. Княгиня Н. П. Голицына 26 мая 1821 года сообщала старшей дочери: 
… вчера, князь Волконский прислал твоей сестре, бывшей у меня, приказ, отданный Государем в Великих Луках, из которого видно, что Голицын назначен флигель-адъютантом. Ты поймешь, как это нас порадовало. Сам Голицын ничего не подозревал, когда явился ко мне, и мы ему об этом объявили. Он тотчас же бросился устроить себе соответствующий мундир или добыть его где-нибудь, чтобы получить возможность сегодня представиться Государю при его приезде. Так как я сегодня ещё никого не видела, то не знаю, удалось ли все это. Я, признаться, всегда думала, что его когда-нибудь назначат флигель-адъютантом, но не ожидала, что во время путешествия Государь о нём вспомнит. Это, право, большое внимание, оказанное, конечно, твоей сестре и Адели, которую государь искренне любит.
В 1825 году князю Голицыну в качестве флигель-адъютанта пришлось сопровождать тело скончавшегося императора из Таганрога в Санкт-Петербург. Позднее он был назначен флигель-адъютантом императора Николая I, по случаю коронации последнего произведён в полковники.
В 1829 году князь Голицын был уволен от военной службы «по болезни» и определён к гражданским делам. Василий Сергеевич поступил на службу в Общее присутствие Департамента разных податей и сборов Министерства финансов с переименованием в статские советники.
Масон, член-основатель петербургской ложи «Святого Георгия Победоносца» (1818—1819).
В 1836 году князь В. С. Голицын направился в Англию и Францию для поправки здоровья и скоропостижно скончался 7 (19) октября 1836 года от изнурительной лихорадки. П. А. Вяземский сообщал А. И. Тургеневу: «Кулик-Голицын, муж Адели Строгановой умер в Париже». Тело его было доставлено в Россию и похоронено в Троицкой церкви имения Марьино.

## Брак

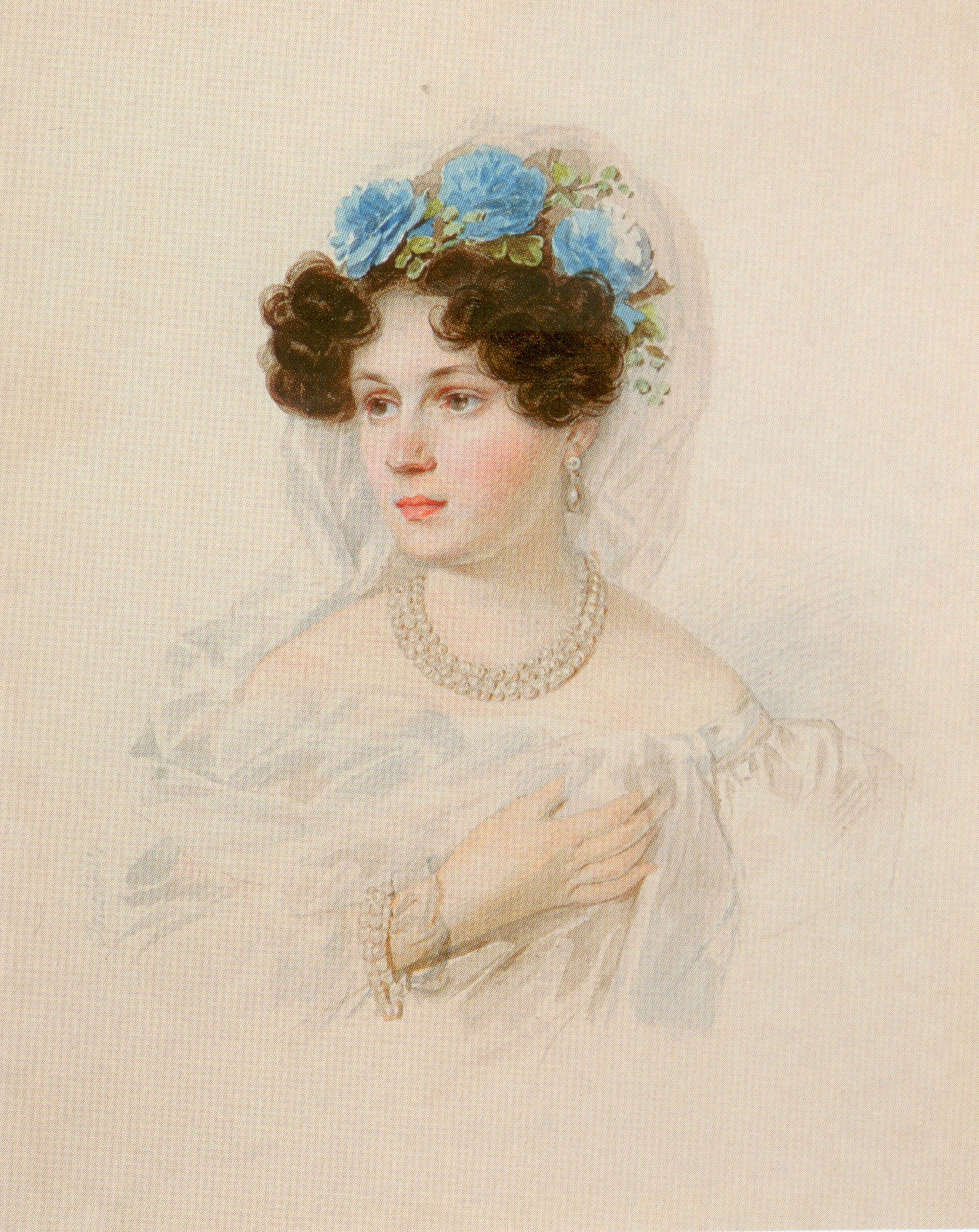
Аделаида Голицына (1821)

Осенью 1820 года Голицын посватался к графине Аглаиде Павловне Строгановой (1799—05.10.1882), второй дочери графа Павла Александровича Строганова (1772—1817) и Софии Владимировны, урождённой Голицыной (1775—1842) и предложение было «благосклонно принято». «… Графиня С. В. Строганова, благословила дочь свою Аглаиду Павловну, в день помолвки её за князя Василия Сергеевича Голицына, октября 14-го числа пополудни в 12 часов 1820 года». Это союз был одобрен и строгой бабушкой, знаменитой «усатой княгиней», которая в октябре 1820 года писала дочери графине Е. В. Апраксиной: 
Я не запечатала письмо, ибо дождалась приезда твоей сестры с объявлением о свадьбе Адели. Мы вчера условились с Софьей, что она привезет ко мне и Адель, и Голицына, дабы я могла дать своё согласие и благословить их. Все это только что произошло, и я уведомляю тебя, что эта свадьба больше не тайна и что через несколько дней будут по этому поводу разосланы карточки. Для венчания они хотят дождаться приезда тебя и твоего брата, так что, вероятно, оно будет не раньше января. Приданое, квартира и т. п. готовы.
6 февраля 1821 года в Санкт-Петербурге состоялось венчание в Исаакиевского соборе. Хотя большую часть состояния Строгановых унаследовала старшая сестра Наталья Павловна, вышедшая в 1818 году замуж за С. Г. Строганова, Аглаида Павловна тоже была богатой невестой, принесшей в приданое 2 миллиона рублей, выдача которых с процентами происходила в течение 15 лет. Двоюродный дядя князя Голицына А. Я. Булгаков писал: «Вася очень счастлив попасть в такую семью и что эта удача зависела, прежде всего, от поведения его, от добрых правил.»
Хотя Аглаида Павловна владела домом в Петербурге, но после свадьбы молодожены поселились в Строгановском дворце, где для них была подготовлена квартира окнами на Мойку. По случаю бракосочетания и новоселья во дворце был дан грандиозный бал, на котором присутствовали великие князья и аристократическое общество. К. Я. Булгаков писал брату: «Бал был славный! Что за дом! Что за вещи! Отыграв в вист, долго ходил я по галереям, по библиотеке и любовался.»

## Деятельность
В июне 1821 года князь Голицын получил доверенность от тёщи Софии Владимировны на управление делами Санкт-Петербургской конторы и помогал ей в управлении и благоустройстве многочисленных имений. В 1823 году князь инспектировал пермские владения Строгановых.

18 марта 1824 года графиня учредила «Частную горно-заводская школу графини С. В. Строгоновой», директором которой стал её зять. Василий Сергеевич писал в дневнике:
После обеда, отдохнувши, ездил на Вас. Остров, где нанял осматриваемую мною уже несколько раз квартиру для школы в 16 линии у полковницы Глушковой за 1500 р. в год. Потом был на лекции у Шерера о соединении газов в атмосферном воздухе и о дыхании вообще, действии воздуха в мехах.
 Первоначально в школе обучались двадцать крестьянских детей из Пермской губернии и несколько «посторонних» учеников. Среди преподаваемых предметов были: Закон Божий, отечественный язык, чистая математика, механика, геодезия, горные науки, бухгалтерия, черчение, рисование, история, география, немецкий и французский языки. Позднее количество обучаемых возросло до 300 человек. Весной 1825 года заведение переименовали в «Школу земледельческой, сельского хозяйства и горнозаводских наук с присовокуплением особого отдела ремесел», главное заведение, практическая ферма и мастерская по всем ремеслам которой располагались в Марьине. К. Я. Булгаков писал брату в 1824 году: «Наш князь Василий завел у себя школу, где мальчики графини Строгановой, готовящиеся на службу на заводы, будут обучаться всему, что до сей части касается. Эта мысль очень хороша. Школа уже открыта. Он сам над нею надзирает, и я уверен, что пойдет славно»
За эту деятельность Василий Голицын был избран членом Императорского Вольного Экономического общества.

## Дети

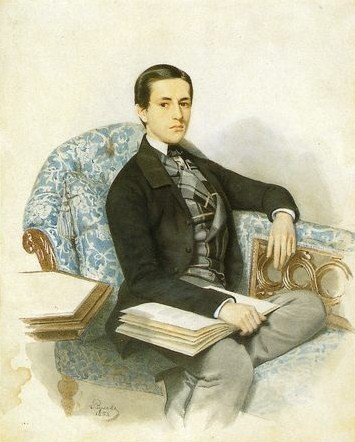
Эммануил Голицын, сын

- Павел Васильевич (25.01.1822[7]—1871) — крещен 8 февраля 1822 года в Придворной церкви Зимнего дворца, крестник императрицы Марии Фёдоровны; шталмейстер, женат первым браком на графине Наталии Александровне Строгановой (1828—1853), дочери А. Г. Строганова; вторым с 1856 года — на княжне Екатерине Никитичне Трубецкой (1831—1918). Их старший сын, Павел, унаследовал имение Марьино;
- Сергей Васильевич (29.10.1824[8]—26.07.1827[9]) — крещен 23 ноября 1824 года в церкви Захария и Елизаветы при придворной больнице при восприемстве князя С. И. Голицына и княгини Н. П. Голицыной; умер от коклюша.
- Александр Васильевич (02.02.1828[10]—1869) — крещен 18 февраля 1828 года в церкви Захария и Елизаветы при придворной больнице при восприемстве графа С. Г. Строганова и княгини Н. П. Голцыной; женат с 1859 года на Елизавете Петровне Валуевой (1839—после 1917), дочери П. А. Валуева;
- Владимир Васильевич (12.08.1830[11]—1886) — крещен 27 августа 1830 года в церкви Захария и Елизаветы при придворной больнице при восприемстве князя С. И. Голицына и княгини Е. В. Салтыковой; женат с 1858 года на княжне Елене Михайловне Голицыной (1832—1885), внучке А. А. Суворова;
- Эммануил Васильевич (18.09.1834[12]—1892) — крещен 13 октября 1834 года в церкви Захария и Елизаветы при придворной больнице при восприемстве князя Д. В. Голицына и бабушки графини С. В. Строгановой; предводитель дворянства Новгород-Северского уезда. Был женат дважды: первым браком с 1865 года на Анастасии Михайловне Судиенко (1844—08.05.1873), умерла после родов от воспаления брюшины; вторым (с 21 апреля 1876 года)[13] — на Екатерине Николаевне Гордеевой (1853—22.05.1888), сестре вице-губернатора Рязанской губернии Н. Н. Гордеева, умерла от воспаления мозговой оболочки во Франции[14].

## Прозвище
В свете Голицын был известен под прозвищем «Кулик» или «Куличка». В связи с многочисленностью рода (А. Я. Булгаков писал брату, что «Голицыных <…> столько на свете, что можно ими вымостить Невский проспект») многие его представители были полными тёзками. Таковым для князя был один из младших сыновей С. Ф. Голицына — камергер Василий Сергеевич (1792—1856), женатый на бывшей невестке генералиссимуса Суворова Елене Александровне. Отца Голицына-Кулика братья Булгаковы в семейной переписке называли «Чижом».

### Комментарии
1. ↑  Так, 8 марта 1821 года К. Я. Булгаков писал: «Ну, стало, началась суматоха у Голицына! Да наш Чижичек [то есть князь Сергей Иванович Голицын] запоет, как лебедь на водах Меандра, последнюю песню свою и попирует.»[16] 1 апреля 1824 года он же сообщает:«Ну, брат, наш Чижик в восхищении: определён в гоф-интендантскую контору членом, с производством в действ. ст. советники и с жалованием 2250 р.»[17]